# Michael Hendrik Witbols
Michael Hendrik Witbols (Rotterdam, april 1730 – Bocholt, 5 februari 1803) was een katholiek priester en politicus ten tijde van de Bataafse Republiek.

## Familie
Witbols werd 15 april 1730 gedoopt in de katholieke parochie aan de Leeuwenstraat in Rotterdam als Michael Henricus, zoon van Antoon Witbols (1699-1760) en diens tweede echtgenote Cornelia van Beek. Zijn vader, afkomstig uit Den Haag, was koopman, brander en slijter in Rotterdam. Witbols bleef ongehuwd.

## Loopbaan
Witbols was vanaf 1754 rooms priester. Hij werd kapelaan te Amsterdam (1754-1757) en was vervolgens pastoor in Gouda (1757-1761), Rijnsaterwoude (1761-1787) en Naaldwijk (1789-1798). In 1787 behoorde hij tot de actieve patriotten. Hij toonde zich een geducht tegenstander van het huis van Oranje. Na het herstel van de Oranjes vreesde hij gevangengenomen te worden en vluchtte naar Brabant waar hij zich schuilhield tot 24 april 1789, het moment waarop hij in Naaldwijk pastoor werd. In 1795 behoorde hij weer tot de actieve patriotten.
Vanaf 1796 had hij zitting in de elkaar opvolgende landelijke wetgevende colleges; hij was lid van de Eerste Nationale Vergadering (1796-1797) en de Tweede Nationale Vergadering (1797-1798), lid en voorzitter van de Constituerende Vergadering (1798) en lid van de Tweede Kamer (1798) van het Vertegenwoordigend Lichaam. Na de staatsgreep van 12 juni 1798 werd hij gevangengenomen en op 15 augustus 1798 na de algemene amnestie vrijgelaten, zijn politieke rol was echter uitgespeeld. Hij vestigde zich in het Duitse Bocholt, waar hij een aantal jaren later overleed.

## Publicaties
- De getrouwe en wijze huisvoogd ter uitvaarte des eerwaardigen heere Wilhelmus van Wetering in leven R.P. en eertijds pastoor te Zoetermeer naderhand in Vogelenzang en laatst te Roelofs-arendsveen, den 18en van grasmaand 1781. Leiden: H. en A. Koster.